# Suit & Tie
„Suit & Tie” este o colaborare muzicală între compozitorul și cântărețul american Justin Timberlake și rapper-ul Jay-Z pentru al treilea lui album de studio, The 20/20 Experience (2013). Timberlake a scris și produs cântecul împreună cu Timothy „Timbaland” Mosley și Jerome „J-Roc” Harmon, cu ajutorul lui James Fauntleroy, Shawn „Jay-Z” Carter, Terrence Stubbs, Johnny Wilson și Charles Still. Cântecul a fost lansat de către RCA Records pe YouTube pe 13 ianuarie 2013 ca primul single de pe album. A marcat întoarcerea lui Timberlake în industria muzicală după o pauză de șase ani în care s-a axat pe cariera cinematografică, dar și-a și dezvoltat abilitățile ca producător muzical și compozitor pentru alți artiști. 
Muzical vorbind, „Suit & Tie” este un cântec R&B. Versurile melodiei este o odă  „a celor frumoși și bine îmbrăcați”. După lansarea cântecului, criticii muzicali au apreciat melodia cât și felul unic în care Timberlake interpretează melodiile R&B. Comercial vorbind, „Suit & Tie” a fost un succes, având vânzări de 315,000 exemplare în prima săptămână în SUA devenind single-ul cel mai bine vândut single, depășind cele 250,000 de exemplare ale lui „SexyBack” în 2006. Cântecul a ajuns pe locul al treilea în Billboard Hot 100, dar și în Regatul Unit și Canada. 
Videoclipul pentru Suit & Tie a fost filmat pe 25 ianuarie 2013 și a fost regizat de David Fincher, cu care Timberlake a mai lucrat în trecut. Videoclipul a fost lansat pe pagina Vevo al lui Timberlake de Valentine's Day din 2013. Pentru a promova cântecul, Timberlake și Jay-Z au interpretat „Suit & Tie” la a 55-a ediție a Premiilor Grammy pe 10 februarie 2013. Au interpretat cântecul din nou în timp ce Timberlake a fost gazda Saturday Night Live pe 9 martie 2013.

## Versiuni
Versiune digitală
1. „Suit & Tie” feat. Jay Z – 5:27

Versiune digitală – Radio Edit
1. Suit & Tie” (Radio edit) feat. Jay Z – 4:29

## Topuri
| Top (2013)                               | Poziție de top |
| ---------------------------------------- | -------------- |
| Australia (ARIA)                         | 9              |
| Australia (Urban Singles Chart)          | 2              |
| Austria (Ö3 Austria Top 40)              | 36             |
| Belgia (Ultratop 50 Flanders)            | 9              |
| Belgia (Ultratop 50 Wallonia)            | 13             |
| Brazilia (Billboard Brasil Hot 100)      | 46             |
| Brazilia (Hot Pop Songs)                 | 10             |
| Canada (Canadian Hot 100)                | 3              |
| Cehia (Rádio Top 100)                    | 34             |
| Danemarca (Tracklisten)                  | 1              |
| Europa (Euro Digital Songs)              | 2              |
| Franța (SNEP)                            | 8              |
| Germania (Media Control Charts)          | 25             |
| Greece Digital Songs (Billboard)         | 9              |
| Ungaria (Rádiós Top 40)                  | 11             |
| Irlanda (IRMA)                           | 16             |
| Israel (Media Forest)                    | 4              |
| Japonia (Billboard Japan Hot 100)        | 4              |
| Luxembourg Digital Songs (Billboard)     | 8              |
| Olanda (Dutch Top 40)                    | 10             |
| Noua Zeelandă (Recorded Music NZ)        | 14             |
| Scoția (Official Charts Company)         | 7              |
| Slovacia (Rádio Top 100)                 | 34             |
| Coreea de Sud (Gaon International Chart) | 1              |
| Spania (PROMUSICAE)                      | 17             |
| Elveția (Schweizer Hitparade)            | 31             |
| UK Singles (Official Charts Company)     | 3              |
| UK R&B (Official Charts Company)         | 3              |
| US Billboard Hot 100                     | 3              |
| US Hot R&B/Hip-Hop Songs (Billboard)     | 2              |
| US Adult R&B Songs (Billboard)           | 9              |
| US Adult Top 40 (Billboard)              | 8              |
| US Hot Dance Club Songs (Billboard)      | 22             |
| US Mainstream Top 40 (Billboard)         | 4              |
| US Rhythmic (Billboard)                  | 1              |

| Top (2013)                | Poziție |
| ------------------------- | ------- |
| Canada (Canadian Hot 100) | 58      |
| Ungaria (Rádiós Top 40)   | 63      |
| Japonia (Japan Hot 100)   | 24      |
| US Billboard Hot 100      | 20      |

## Certificații
| Regiune | Certificări | Vânzări   |
| --- | ----------- | --------- |
| Australia (ARIA)                                                                                           | Platină     | 70,000^   |
| Canada (Music Canada)                                                                                      | Platină     | 80,000^   |
| Danemarca (IFPI Denmark)                                                                                   | Platină     | 20,000^   |
| Italia (FIMI)                                                                                              | Aur         | 15,000*   |
| Mexic (AMPROFON)                                                                                           | Aur         | 30,000^   |
| Regatul Unit (BPI)                                                                                         | Argint      | 200,000^  |
| Statele Unite (RIAA)                                                                                       | 3× Platină  | 3,044,000 |
| *cifrele de vânzări sunt bazate pe un singur certificat ^cifrele cargo sunt bazate pe un singur certificat |             |           |

## Datele lansării
| Țara         | Data             | Versiune            | Format            | Casa de discuri          |
| ------------ | ---------------- | ------------------- | ----------------- | ------------------------ |
| Italia       | 14 ianuarie 2013 | Radio edit          | Radio contemporan | Sony Music Entertainment |
| Franța       | 15 ianuarie 2013 | Versiunea albumului | Versiune digitală | Sony Music Entertainment |
| Regatul Unit | 15 ianuarie 2013 | Versiunea albumului | Versiune digitală | RCA Records              |
| SUA          | 15 ianuarie 2013 | Versiunea albumului | Versiune digitală | RCA Records              |
| SUA          | 31 ianuarie 2013 | Radio edit          | Versiune digitală | RCA Records              |